# Bathyascus grandisporus
Bathyascus grandisporus är en svampart som beskrevs av K.D. Hyde 1987. Bathyascus grandisporus ingår i släktet Bathyascus och familjen Halosphaeriaceae.   Inga underarter finns listade i Catalogue of Life.